# Europas främsta friidrottare
Europas främsta friidrottare är en av Europeiska Friidrottsförbundet, EAA, sedan 1993 anordnad årlig omröstning om vilken man och kvinna som ska få utmärkelsen Waterford Trophies. Omröstningen är indelad i tre grupper - allmänheten via Internet, specialjournalister och de nationella friidrottsförbunden.

## Vinnare
| - 2023 - Femke Bol, Nederländerna - 2022 - Femke Bol, Nederländerna - 2021 - Sifan Hassan, Nederländerna - 2020 - Ej utdelat - 2019 - Marija Lasitskene, Ryssland - 2018 - Dina Asher-Smith, Storbritannien - 2017 - Ekateríni Stefanídi, Grekland - 2016 - Ruth Beitia, Spanien - 2015 - Dafne Schippers, Nederländerna - 2014 - Dafne Schippers, Nederländerna - 2013 - Zuzana Hejnová, Tjeckien - 2012 - Jessica Ennis, Storbritannien - 2011 - Marija Savinova, Ryssland - 2010 - Blanka Vlašić, Kroatien - 2009 - Marta Domínguez, Spanien - 2008 - Jelena Isinbajeva, Ryssland - 2007 - Blanka Vlašić, Kroatien - 2006 - Carolina Klüft, Sverige - 2005 - Jelena Isinbajeva, Ryssland - 2004 - Kelly Holmes, England - 2003 - Carolina Klüft, Sverige - 2002 - Süreyya Ayhan, Turkiet - 2001 - Stephanie Graf, Österrike - 2000 - Trine Hattestad, Norge - 1999 - Gabriela Szabó, Rumänien - 1998 - Christine Arron, Frankrike - 1997 - Astrid Kumbernuss, Tyskland - 1996 - Svetlana Masterkova, Ryssland - 1995 - Sonia O'Sullivan, Irland - 1994 - Irina Privalova, Ryssland - 1993 - Sally Gunnell, Storbritannien | - 2023 - Jakob Ingebrigtsen, Norge - 2022 - Jakob Ingebrigtsen, Norge / Armand Duplantis, Sverige - 2021 - Karsten Warholm, Norge - 2020 - Ej utdelat - 2019 - Karsten Warholm, Norge - 2018 - Kevin Mayer, Frankrike - 2017 - Johannes Vetter, Tyskland - 2016 - Mohamed Farah, Storbritannien - 2015 - Greg Rutherford, Storbritannien - 2014 - Renaud Lavillenie, Frankrike - 2013 - Bohdan Bondarenko, Ukraina - 2012 - Mohamed Farah, Storbritannien - 2011 - Mohamed Farah, Storbritannien - 2010 - Christophe Lemaitre, Frankrike - 2009 - Phillips Idowu, Storbritannien - 2008 - Andreas Thorkildsen, Norge - 2007 - Tero Pitkämäki, Finland - 2006 - Francis Obikwelu, Portugal - 2005 - Virgilijus Alekna, Litauen - 2004 - Christian Olsson, Sverige - 2003 - Christian Olsson, Sverige - 2002 - Dwain Chambers, Storbritannien - 2001 - André Bucher, Schweiz - 2000 - Jan Železný, Tjeckien - 1999 - Tomáš Dvořák, Tjeckien - 1998 - Jonathan Edwards, Storbritannien - 1997 - Wilson Kipketer, Danmark - 1996 - Jan Železný, Tjeckien - 1995 - Jonathan Edwards, Storbritannien - 1994 - Colin Jackson, Storbritannien - 1993 - Linford Christie, Storbritannien |